# Casa de Felix Grundy Norman
La Casa de Felix Grundy Norman es una residencia histórica ubicada en Tuscumbia, Alabama, Estados Unidos.

## Historia
La casa fue construida en 1851 por Felix Grundy Norman, un abogado que también se desempeñó como alcalde de Tuscumbia y en la legislatura de Alabama de 1841 a 1845 y de 1847 a 1848. El suegro de Norman era el agente de la tierra para la venta de las tierras de Chickasaw, y su cuñado, Armistead Barton, construyó Barton Hall en la cercana Cherokee, Alabama. La casa fue incluida en el Registro Nacional de Lugares Históricos en 1984.

## Descripción
La casa se encuentra en la esquina de la calle principal y la segunda, y tiene dos fachadas idénticas que dan a cada calle. Cada cara tiene un pórtico central con frontón sostenido por cuatro columnas toscanas. Cada pórtico está flanqueado por ventanas de tres partes que consisten en una ventana de nueve sobre nueve hojas bordeada por estrechas hojas de tres sobre tres. El interior conserva su carpintería y chimeneas del neogriego.